# Moscow Towers
Moscow Towers (до 2010 года — Башня Правительства Москвы, с 2012 года по апрель 2022 года — Grand Tower) — небоскрёб, построенный в Москве на 15-м участке ММДЦ «Москва-Сити».
Moscow Towers состоит из двух башен, объединённых общей стилобатной частью.

## История

### Высотное здание Правительства Москвы и Московской городской думы в Москва-Сити
Раннее на 15-м участке планировалось строительство башни Правительства Москвы, которая бы стала новой резиденцией правительства столицы. Такая идея возникла ещё в 2002 году. Победителями архитектурного конкурса на проект здания мэрии Москвы стали Антон Нагавицын и Михаил Хазанов.
Небоскрёб должен был быть высотой в 308 метров и иметь 72 этажа. Крыша небоскрёба выполнена в стиле буквы «М».
7 декабря 2004 года вышло постановление Правительства Москвы об изъятии у ОАО «Сити» данного участка. Постановлением от 24 марта 2006 года после решения Арбитражного суда Москвы от 1 сентября 2005 года оно было отменено.
В 2010 году из-за кризиса строительство было заморожено на стадии нулевого цикла (завершён 30 апреля 2010 года). Позже от данного проекта отказались вовсе.

### Современный проект
В конце 2011 года участок был выкуплен Годом Нисановым и Зарахом Илиевым. В середине 2012 года работы на участке продолжились. Современный проект был принят в 2013 году, но в 2015 году работы вновь прекратились.
В ноябре 2017 года проект был выкуплен Григорием Баевским. Была объявлена новая дата окончания строительства башни — 2023 год. В 2019 году строительство было возобновлено. Строительство завершилось в 2024 году.

## Резиденты и арендаторы
В октябре 2024 года большую часть площадей небоскрёба (350 тыс. м²) купила РЖД. 

## Ход строительства

Проект небоскрёба
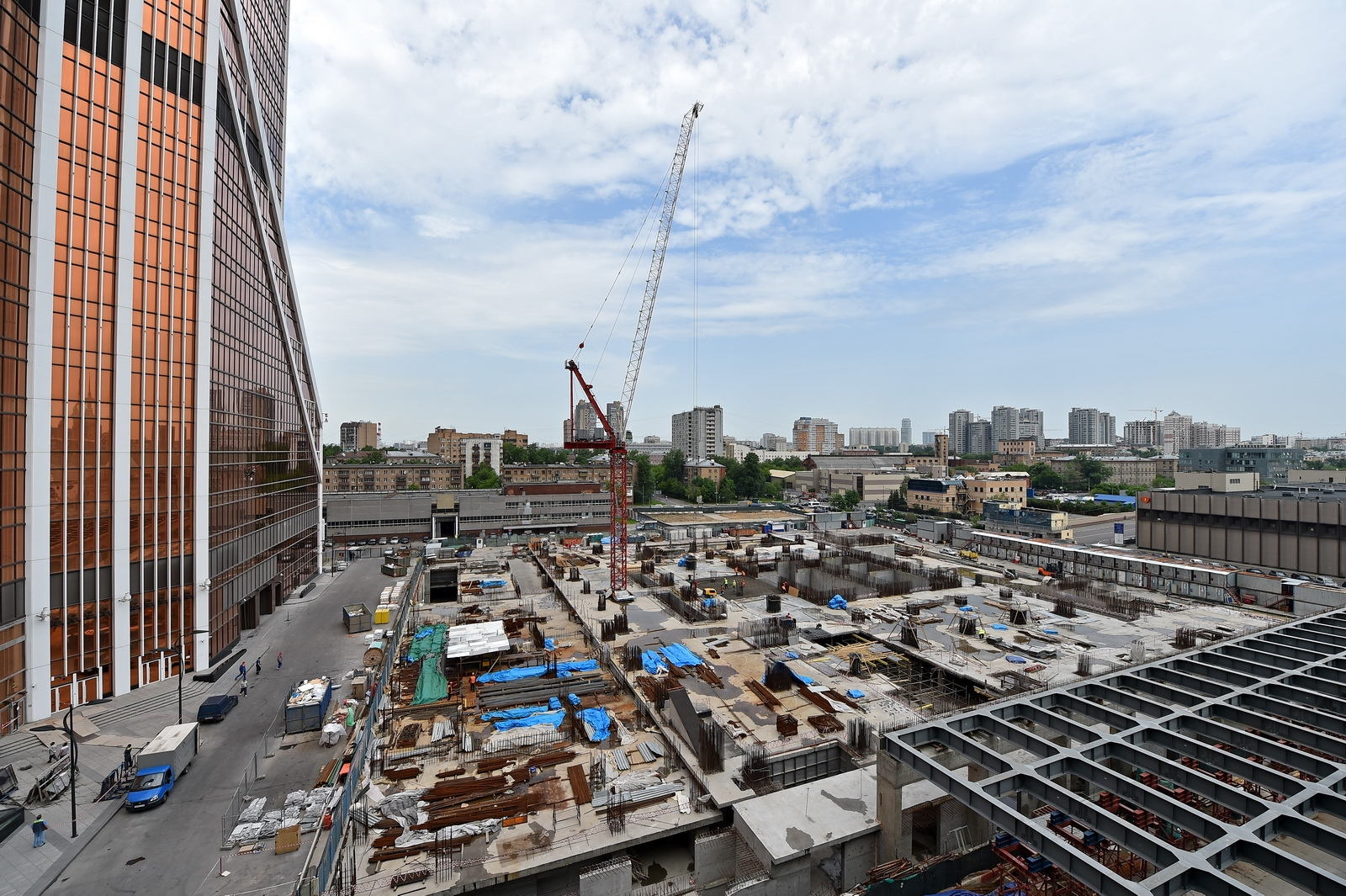
Строительная площадка комплекса в мае 2015 года
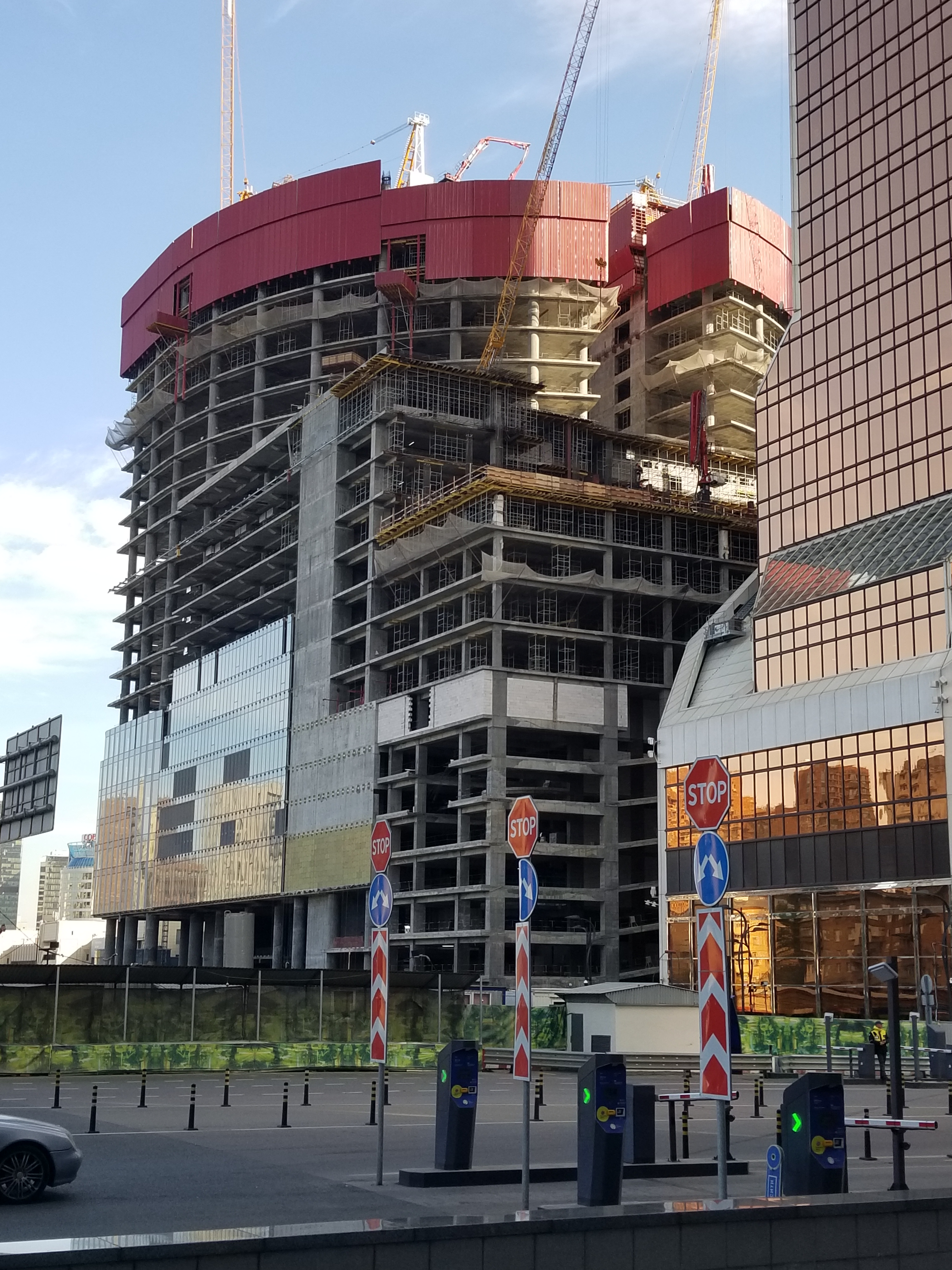
Башня в октябре 2020 года
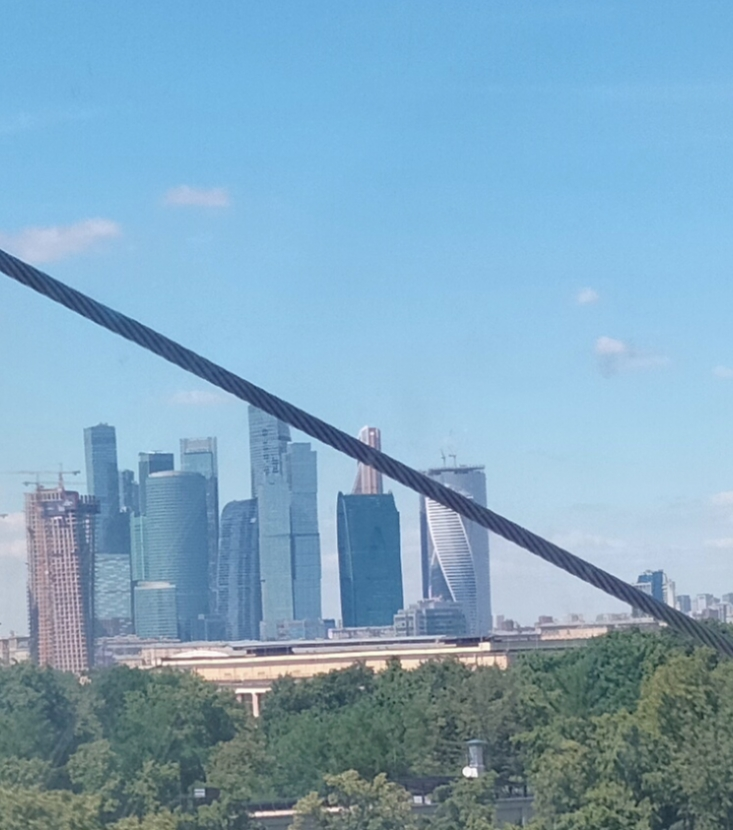
Башня в июне 2022 года (позади башни Эволюция)